# Ficus tikoua
Ficus tikoua är en mullbärsväxtart som beskrevs av Bur.. Ficus tikoua ingår i släktet fikonsläktet, och familjen mullbärsväxter. Inga underarter finns listade i Catalogue of Life.